# Jens Martin Knudsen (fodboldspiller)
 Der er flere personer med dette navn, se Jens Martin Knudsen.
Jens Martin Knudsen (født 11. juni 1967 i Saltangará) er en internationalt kendt færøsk målmand, der bl.a. har spillet for det færøske fodboldlandshold. Før han blev professionel arbejdede han som chauffør på en fiskefabrik i Runavík. Han er gift og har fire børn.
Fra 1981 var han målmand på Færøernes ungdomslandshold. Fra 1988 til 2006 var han målmand for det færøske A-landshold i 65 kampe. Den 14. maj 2006 spillede han sin sidste kamp i en venskabskamp mod Polen i Poznań. Han er stadig målmandstræner for A-landsholdet.
Knudsen var målmand på det færøske landshold, der i 1990 slog Østrig med 1-0. Han blev efter kampen international kendt på grund af at han altid spillede iført en hvid tophue af uld.
Knudsen var den første færøske spiller, som var professionel i udlandet. Han spillede bl.a. i Island for IF Leiftur og i Skotland for Airdrie United.
Jens Martin Knudsen vandt endvidere tre gange det færøske mesterskab i gymnastik og var tillige målmand for det færøske håndboldlandshold i to kampe. I dag er Knudsen manager for klubben NSÍ Runavík.